# Полиці (Великопольське воєводство)
Полиці (пол. Police) — село в Польщі, у гміні Сомпольно Конінського повіту Великопольського воєводства.
Населення — 163 особи (2011).
У 1975-1998 роках село належало до Конінського воєводства.

## Демографія
Демографічна структура станом на 31 березня 2011 року:
|          | Загалом | Допрацездатний вік | Працездатний вік | Постпрацездатний вік |
| -------- | ------- | ------------------ | ---------------- | -------------------- |
| Чоловіки | 87      | 19                 | 59               | 9                    |
| Жінки    | 76      | 13                 | 43               | 20                   |
| Разом    | 163     | 32                 | 102              | 29                   |